# 죠반니 알폰소 보렐리

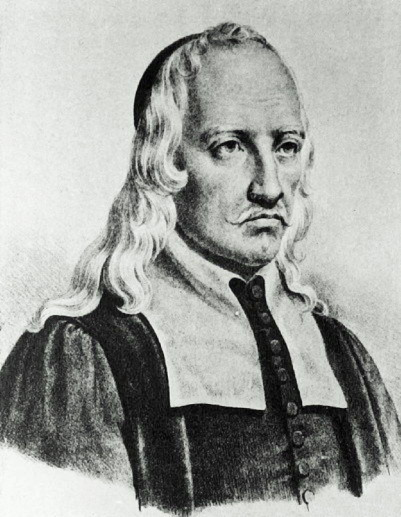

죠반니 알폰소 보렐리(Giovanni Alfonso Borelli, 1608년 1월 28일 ~ 1679년 12월 31일)는 이탈리아의 물리의학파의 대표자이다.
나폴리에서 태어나 로마에서 수학을 배웠고 메시나대학의 교수가 되었으나 뒤에 피사대학으로 옮겼다. 이 곳에서 말피기와 친교를 맺었다. 주요 저서 『동물운동론』은 생물의 모든 현상은 그 고체부(固體部)의 긴장과 액체부의 농담에 관계한다고 하여 뼈와 그 부착근(附着筋)을 지렛대 장치로 간주하고 그 운동은 지렛대의 손잡이(柄), 받침점(支點)의 위치, 힘줄(筋)의 강도(强度) 등에 제약된다고 말하였다.

## 같이 보기
- 빈트케셀 효과 (Windkessel effect, 윈드케슬 효과, 윈드케셀 효과)